# Paul Pérez
Paul Pérez García (ur. 15 lipca 1975) – wenezuelski zapaśnik w stylu klasycznym. Zajął 30 miejsce na mistrzostwach świata w 1999. Złoty medalista igrzysk Ameryki Południowej w 1998. Brązowy medalista mistrzostw panamerykańskich w 2001 roku.